# Arquidiocese de Alba Iulia
A Arquidiocese de Alba Iulia (Archidiœcesis Albæ Iuliensis) é uma circunscrição eclesiástica da Igreja Católica situada em Alba Iulia, Romênia. Seu atual arcebispo é Gergely Kovács. Sua Sé é a Catedral de São Miguel.
Possui 253 paróquias servidas por 332 padres, contando com 3.590.500 habitantes, com 9,9% da população jurisdicionada batizada.

## História
A diocese de Transilvânia (também chamada diocese de Ardeal) foi erigida em 1009.
Após a invasão otomana, o bispo Pál Bornemisza, foi privado de facto da diocese em 1560.
Durante todo o século XVII, os regentes da diocese se sucederam, nomeados pelos príncipes da Transilvânia, calvinistas, e não confirmados pela Santa Sé.
Com o advento dos Habsburgo em 1690, a diocese de Transilvânia foi restaurada com sé em Alba Iulia.
Em 5 de junho de 1930, após a Concordata entre a Santa Sé e o governo romeno, com a bula Solemni Conventione do Papa Pio XI, a diocese foi removida da jurisdição metropolitana dos arcebispos de Kalocsa e Bács, da qual até então era dependente, e se tornou sufragânea da Arquidiocese de Bucareste.
Em 22 de março de 1932, com o decreto Cum dioecesis Transilvaniensis da Congregação para os Bispos, recebeu o nome de Diocese de Alba Iulia.
Durante o período comunista, após a Segunda Guerra Mundial, a diocese passou por muitos julgamentos, incluindo o confisco de todas as propriedades, a prisão do bispo Áron Márton e muitos de seus padres, a tentativa do governo de nacionalizar a diocese, tornando-a independente da Santa Sé.
Em 5 de agosto de 1991, ela foi elevada à categoria de arquidiocese (não metropolitana) com a bula Quod satis do Papa João Paulo II, ficando imediatamente sujeita à Santa Sé.

## Prelados
- Simon † (1106 - 1113)
- Villarius † (1113 - depois de 1119)
- Felicián † (cerca 1125 - 1127)
- Valter † (1133 - 1162)
- Vilcina † (antes de 1163 - depois de 1174)
- Pál I † (mencionado em 1181)
- Adorján † (1181 - 1202)
- Péter I † (mencionado em 1203)
- Vilmos † (antes de 1206 - depois de 1221)
- Rainaldus † (3 giugno 1222 - 1241)
- Artolfus † (1244 - settembre 1245)
- Gallus † (mencionado em 1246)
- Smaragdus † (antes de 1255 - depois de 1256)
- Pál II † (antes de 1259 - depois de 1262)
- Péter Farkasi † (antes de 1272 - depois de 1279)
- János † (mencionado em 1281)
- Péter III † (1284 - 1307)
- Benedek, O.P. † (1309 - cerca 1319)
- András † (1320 - 1356)
- Domonkos † (1357 - 1367)
- Demeter Vaskúti † (1368 - 1376)
- Gobelinus † (1376 - 1386)
- Imre Czudar † (1386 - 1389)
- Péter IV † (1389 - 1391)
- Demeter Hont-Pázmány † (1391 - 1395)
- Maternus † (1395 - 1399)
- Miklós † (1400 - 1401)
- István de Upor † (1401 - 1402)
- János Jacobi † (1402 - ?)
- István de Upor † (1403 - 1419) (pela segunda vez)
- György Pálóczi † (1419 - 1423)
- Balázs † (1424 - 1426)
- György Lépes † (1427 - 1442)
- István † (antes de 1443 - 1444)
- Matthias de Labischino † (1445 - 1449)
- Péter Agmándi † (1449 - ?)
- Miklós Bodo de Gyewrgy † (1453 - 1461)
- Mikuláš Zapolya † (1462 - ? )
- Gabriele Rangone, O.F.M. † (1472 - 1475)
- László Geréb † (1476 - 1502)
- Domonkos Kálmáncsehi † (1502 - 1503)
- Mikuláš de Bačka † (1503 - 1504)
- Zsigmond Thurzó † (1504 - 1505)
  - Jean de Foix † (1506 - 1515) (administrador apostólico)
- Ferenc Várday † (1515 - ? )
- Petrus de Porta † (1520 - ?)
- János Gosztony † (1525 - 1527)
- Giovanni Statilio † (1539 - ?)
- Pál Bornemisza † (1554 - 1579)
  - Sede vacante (1579-1600)
- Demeter Napragyj † (1600 -  cerca 1607)
  - Sede vacante (1607-1697)
- András Illyes † (1697 - 1712)
- György Mártonffi † (1714 - 1721)
- János Antalffi † (1724 - 1728)
- Gregor Sorger † (1729 - 1739)
- František Xaver Klobušický † (1742 - 1748)
- Zsigmond Antal Sztojka de Sala et Kricsfalva † (1749 - 1759)
- József Batthyány † (1759 - 1760)
- József Antal Bajtay, Sch.P. † (1761 - 1772)
- Piusz Manzador, B. † (1773 - 1774)
- László Kollonitz † (1775 - 1781)
- Ignác Batthyány † (1781 - 1798)
- József Mártonffi † (1800 - 1815)
- Alexander Rudnay Divékújfalusi † (1816 - 1819)
- Miklós Kovats de Csil-Tusnad † (1828 - 1852)
- Lajos Haynald † (1852 - 1864)
- Mihály Fogarassy † (1865 - 1882)
- Ferenc Lönhart † (1882 - 1897)
- Gusztáv Károly Majláth † (1897 - 1938)
- Adolfo Vorbuchner † (1938)
- Áron Márton † (1938 - 1980)
- Antal Jakab † (1980 - 1990)
- Lajos Bálint † (1990 - 1993 )
- György-Miklós Jakubínyi (1994 - 2019)
- Gergely Kovács (desde 2019)